# ألبرتو ميركادو
ألبرتو ميركادو (مواليد 2 يناير 1961) هو ملاكم من بورتوريكو، مثّل بلاده في الألعاب الأولمبية الصيفية 1980.

## روابط خارجية
ألبرتو ميركادو على موقع أوليمبيديا (الإنجليزية)